# Слезня
Слезня — река в Одинцовском районе Московской области, правый приток Москвы-реки, длина — 9 км, площадь водосборного бассейна — 25 км². 

Исток реки находится в 1 км к юго-западу от деревни Матвейково, течёт в северном направлении. В деревне Дарьино Слезня принимает два притока — Чернявку справа и Вшивку — слева. Впадает в реку Москву между селениями Успенское и Борки. В 1731 году учёный и историк Татищев так писал о реке 
Слезня, речка, имя сие от чистых ключей донных и на брегах, почему вода аки слеза. На брегах оной речки деревни Матвейкова, Семенкова, Дарьина, Борок, а Бузаева на суходоле, при прудке.
 На План царствующего града Москвы с показанием лежащих мест на тридцать вёрст вокруг 1763 года река подписана, как Веземка, в книге «Словарь народных географических терминов» Эдуард Мурзаев приводит такую этимологию названия: слезня — ключ на болотистых лугах, обычно обрамлённый высокой болотистой травой, иногда даже скрытый ею.
Притоки Слезни:
- Чернявка — правый, длина составляет 2 км, площадь бассейна — 4 км²[3]
- Вшивка — левый, длина составляет 2 км, площадь бассейна — 3 км²[4]

На правом берегу реки Слезня в 1 км к северо-западу от деревни Дарьино располагался курганный могильник вятичей Дарьино-1. В курганах XII—XIII веков обнаружены остатки мужских и женских погребений по обряду трупоположения на материке с западной ориентировкой умерших.